# Clifton Village
Clifton Village – wieś w Anglii, w hrabstwie Nottinghamshire. Leży 6 km na południowy zachód od miasta Nottingham i 172 km na północny zachód od Londynu.